# Alto (Heiliger)

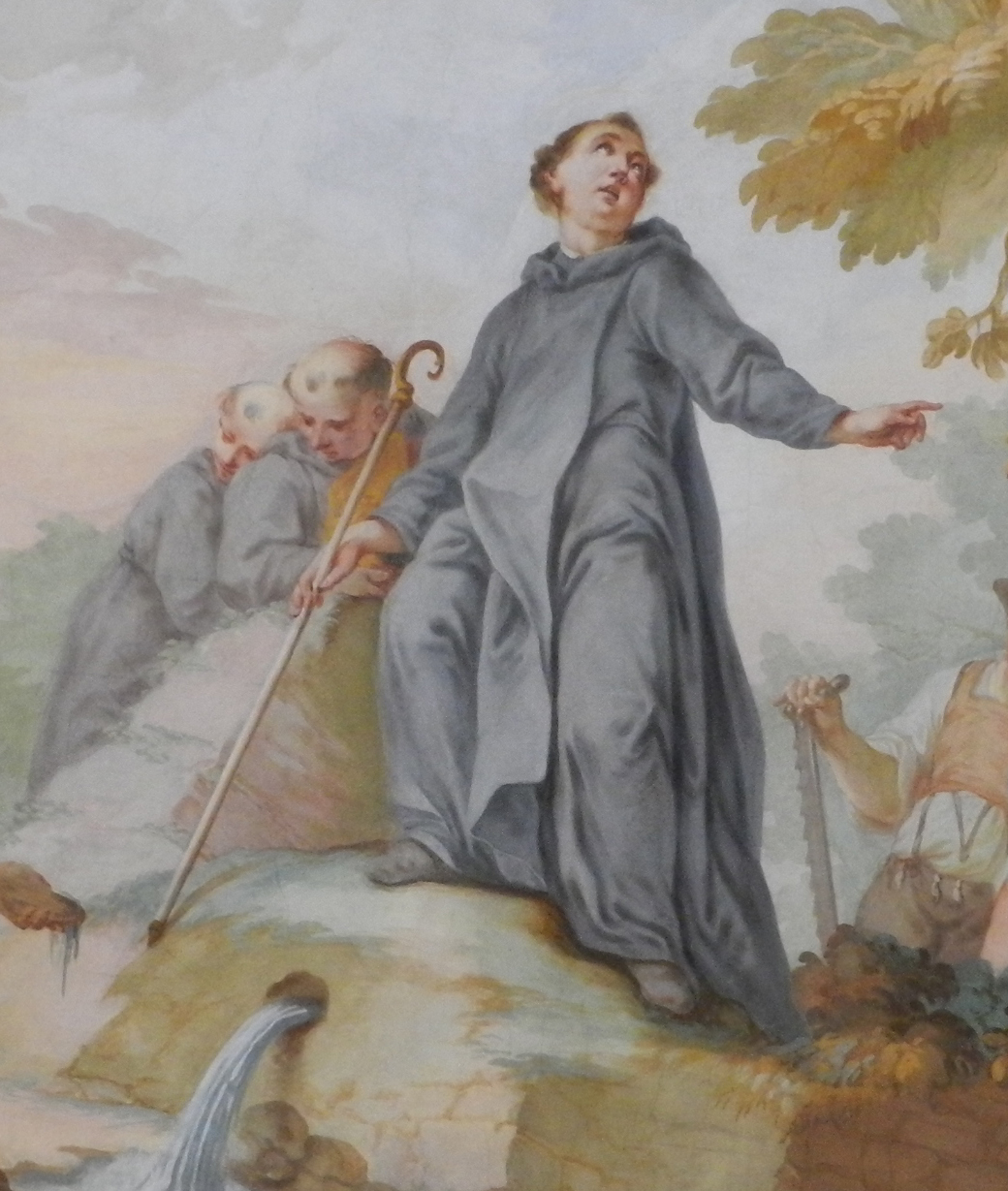
Der heilige Alto entdeckt die Altoquelle. Deckenfresko-Ausschnitt von Joseph Mages um 1770 in der Kirche St. Alto und St. Birgitta in Altomünster

Der heilige Alto († um 760) war ein Einsiedlermönch irischer Abstammung, der im Gebiet des heutigen Altomünster in Bayern wirkte; er ist auf dem örtlichen Wappen dargestellt. Gemäß der Überlieferung soll Alto das Kloster Altomünster gegründet haben. Sein Gedenktag ist der 9. Februar. Der Name Alto bedeutet im Lateinischen „der hoch Gewachsene“.
Als Beleg seiner Existenz gilt eine undatierte Schenkungsurkunde, auf der die Unterschrift „Signum Altoni reclausi“ (lateinisch in etwa für ‚Unterschrift des Reklusen Alto‘) zu finden ist. In einem Freisinger Missale aus dem 10. Jahrhundert wird sein Fest zum ersten Mal erwähnt.

## Heiligenvita
Aus dem 11. Jahrhundert ist eine Vita des Heiligen überliefert, die Vita Sancti Altonis des St. Emmeramer Mönches Otloh, die dieser im Auftrag der neu gegründeten Benediktinerinnenabtei Altomünster verfasste. Otloh betont darin, dass ihm keine schriftlichen Dokumente zur Verfügung standen.
Nach dieser Vita war Alto ein Ire, der in einer Vision den Auftrag erhielt, seine Heimat zu verlassen und sich in einer peregrinatio propter Christum (lateinisch für ‚Pilgerschaft um Christi willen‘) auf Missionsreise zu begeben. Auf diese Weise kam Alto nach Bayern, wo ihm König Pippin der Jüngere einen Wald schenkte (heute noch Altowald genannt) und Alto ein Kloster, das monasterium altonis, gründete, das durch den heiligen Bonifatius geweiht wurde.
Hier führte Alto ein heiligmäßiges Leben, was Otloh durch drei Wundererzählungen ausführt. Legenden erzählen, wie Alto die Bäume, die gerodet werden mussten, mit seinem Messer kennzeichnete und diese dann von selbst umfielen. Vögel hätten die Äste und Zweige weggetragen und so beim Kirchenbau geholfen. Als es beim Klosterbau an Wasser mangelte, ließ Alto mit seinem Stab eine Quelle entspringen, die bald als Heilquelle besucht wurde.
Für die Tradition, dass Alto das Kloster gegründet habe, gibt es keine Belege. Sie scheint aus einer späteren Zeit zu stammen. Eine Klostergründung lässt sich in Altomünster erst für das 10. Jahrhundert nachweisen.
Neuere Forschungen lassen aber den Schluss zu, dass Alto ein Bajuware war und dem Adelsgeschlecht der im westoberbayerischen Raum sitzenden Huosi angehörte.

## Darstellung
Der heilige Alto wird dargestellt als Abt oder als Bischof, meist mit Stab. Oft hält er auch ein Messer in der Hand oder einen Kelch, aus dem das Jesuskind hervorschaut – beides Anspielungen auf von Otloh überlieferte Wunder.

## Verehrung
Am Gedenktag Altos wird in Altomünster den Gläubigen bei einem Hochamt die Hirnschale (das Schädeldach) des Heiligen mit Bitte um Fürsprache für deren Familien beziehungsweise als „Einzelsegen gegen alle Kopfleiden und Krankheiten“ aufgelegt.

## Alto-Lied
Dem hl. Alto wurde von Ignaz Huber (1823–1893), Lehrer in Altomünster, ein Lied gewidmet:

„Dich, Sankt Alto, preisen wir.

Heil’ger Stifter, Glaubensstütze;

Kindlich flehen wir zu Dir:

Gnädig die Gemeinde schütze;

Milder Vater steh’ uns bei,

Dass uns Gott barmherzig sei.

Arm zogst aus der Heimat Du,

Über Land und über Meere,

Eiltest unserm Bayern zu,

Predigend die heil’ge Lehre,

Nähmest hier im stillen Wald

Deinen frommen Aufenthalt.

Fürstengnade hat beschenkt

Hier Dein andachtsvolles Streben,

Wunderbar sich niedersenkt

Jeder Baum, der ward gegeben

Zu dem heil’gen Gottesbau,

Vöglein machen rein die Au.

Und ein klarer Quell ersprießt,

Wo Dein Stab es angedeutet,

Reicher Trost und Segen fließt,

Frommer Glaube sich verbreitet,

Wo Du wandelst. Heiliger,

Wundervoll Begnadigter.

Schirme, hoher Schutzpatron,

Alle, die auf Dich vertrauen.

Hilf, dass wir der Tugend Lohn,

Einst wie Du in Jesus schauen,

Führe treuer Glaubensheld,Selig uns in jene Welt.

Amen. Amen. Amen“

## Liste der Kirchen mit dem Patrozinium des Heiligen
- Katholische Pfarr- und Klosterkirche Sankt Alto und Sankt Birgitta, Altomünster
- Katholische Pfarrkirche St. Alto, Unterhaching
- Katholische Filialkirche St. Alto, Leutstetten